# Anthessius
Anthessius is een geslacht van eenoogkreeftjes uit de familie van de Anthessiidae. De wetenschappelijke naam van het geslacht is voor het eerst geldig gepubliceerd in 1880 door Della Valle.

## Soorten
- Anthessius alatus Humes & Stock, 1965
- Anthessius alpheusicolous Conradi, Marin & Martin, 2012
- Anthessius amicalis Humes & Stock, 1965
- Anthessius antarcticus Moles, Avila & Kim I.H., 2015
- Anthessius arcuatus López-González, Conradi, Naranjo & Garcia-Gómez, 1992
- Anthessius arenicolus (Brady, 1872)
- Anthessius atrinae Suh & Choi, 1991
- Anthessius brevicauda (Leigh-Sharpe, 1934)
- Anthessius brevifurca Sewell, 1949
- Anthessius concinnus (Scott A., 1909)
- Anthessius dilatatus (Sars G.O., 1918)
- Anthessius discipedatus Humes, 1976
- Anthessius distensus Humes & Ho, 1965
- Anthessius dolabellae Humes & Ho, 1965
- Anthessius fitchi Illg, 1960
- Anthessius graciliunguis Do & Kajihara, 1984
- Anthessius groenlandicus (Hansen, 1923)
- Anthessius hawaiiensis (Wilson C.B., 1921)
- Anthessius investigatoris Sewell, 1949
- Anthessius isamusi Uyeno & Nagasawa, 2012
- Anthessius kimjensis Suh, 1993
- Anthessius leptostylis (Sars G.O., 1916)
- Anthessius lighti Illg, 1960
- Anthessius longipedis Ho & Kim I.H., 1992
- Anthessius lophiomi Avdeev & Kazachenko, 1986
- Anthessius minor Stock, 1959
- Anthessius mytilicolus Reddiah, 1966
- Anthessius navanacis (Wilson C.B., 1935)
- Anthessius nortoni Illg, 1960
- Anthessius nosybensis Kim I.H., 2009
- Anthessius obtusispina Ho, 1983
- Anthessius ovalipes Stock, Humes & Gooding, 1963
- Anthessius pectinis Tanaka, 1961
- Anthessius pinctadae Humes, 1973
- Anthessius pinnae Humes, 1959
- Anthessius placunae Devi, 1984
- Anthessius pleurobrancheae Della Valle, 1880
- Anthessius proximus Stock, Humes & Gooding, 1963
- Anthessius saecularis Stock, 1964
- Anthessius sensitivus Stock, Humes & Gooding, 1963
- Anthessius solecurti Della Valle, 1880
- Anthessius solidus Humes & Stock, 1965
- Anthessius stylocheili Humes & Ho, 1965
- Anthessius teissieri Bocquet & Stock, 1958
- Anthessius varidens Stock, Humes & Gooding, 1963